# Unser Lied für Israel
Unter dem Titel Unser Lied für Israel fand am 22. Februar 2019 die deutsche Vorentscheidung zum Eurovision Song Contest 2019 statt, bei der der Interpret und das Lied für den Wettbewerb am 18. Mai 2019 in Tel Aviv gesucht wurde.
Das Duo S!sters, bestehend aus Laura Kästel und Carlotta Truman, konnte sich durchsetzen und vertrat Deutschland beim Finale des Eurovision Song Contest. Dort erreichten sie den vorletzten Platz, wobei das Lied als einziger Beitrag des Wettbewerbs keine Punkte aus der Publikumsabstimmung erhielt.

## Format
In einem Interview mit dem Norddeutschen Rundfunk bestätigte ARD-Unterhaltungskoordinator Thomas Schreiber, dass das Konzept von Unser Lied für Lissabon 2019 fortgeführt werden solle, nachdem Michael Schulte mit dem Lied You Let Me Walk Alone den vierten Platz im Finale des 63. Eurovision Song Contest und damit die beste Platzierung seit 2010 erreicht hatte.
Vom 19. Mai 2018 bis zum 31. Juli 2018 hatten die Kandidaten die Möglichkeit, sich für die deutsche Vorentscheidung 2019 zu bewerben. Es wurden Bewerbungen von Solo-Interpreten und Bands akzeptiert.
Die bis zum 31. Juli 2018 eingereichten Beiträge wurden von der Eurovision-Jury und der internationalen Experten-Jury bewertet. Aus ursprünglich 965 Einreichungen wählte der NDR 198 Interpreten aus, die der Eurovision-Jury zur Bewertung vorgelegt wurden. Die Jury-Sitzungen fanden an drei Tagen in Köln statt. Dort wurden 50 Interpreten ausgewählt und von der internationalen Experten-Jury auf 20 Interpreten reduziert. Diese 20 Kandidaten wurden zwischen dem 28. September und 2. Oktober 2018 zu einem Musik-Camp in den Kölner Maarwegstudios eingeladen. Dort wurden Videos produziert, die den Jurys zur Bewertung vorgelegt wurden. Bestätigte Teilnehmer des Camps waren folgende:
- Aly Ryan
- Barna
- Thilo Berndt
- Nicole Cross
- Gregor Hägele
- Nina Kutschera
- Dimi Rompos
- Diana Schneider
- Sebastian Schub
- Daniel Schuhmacher
- BB Thomaz

Die Namen einiger weiterer Teilnehmer wurden jedoch nicht veröffentlicht. Die musikalische Leitung übernahm wie im vergangenen Jahr Wolfgang Dalheimer, der Arrangeur der Heavytones. Sechs bis acht Interpreten erreichten die nächste Runde und komponierten und produzierten mit anderen Songwritern dort ein Lied für die Vorentscheidung.
Am 22. Oktober 2018 gab der NDR bekannt, dass Sebastian Schub freiwillig seine Teilnahme zurückgezogen hat. Die Show fand wie im Vorjahr im Studio Berlin-Adlershof statt.

### Songwriting-Camp
Das Songwriting-Camp fand vom 5. bis 9. November 2018 in den Berliner Kung-Fu-Studios und einem weiteren Studio in Berlin-Tempelhof statt. Insgesamt nahmen 25 internationale Songschreiber daran teil, die mit den sechs Interpreten jeweils Lieder schrieben. Folgende Songschreiber nahmen daran teil:
- – Steven Bashir
- – Ricardo Bettiol
- – Kristine Bogan
- – Marcus Brosch
- – Lukas Droese
- – Axel Ehnström
- – Nisse Ingwersen
- / – Kelvin Jones
- – Richard Judge
- – David Jürgens
- – Michelle Leonard
- – Nina Müller
- – Dennis Neuer
- – Michael Ochs
- – Tom Olbrich
- – Tamara Olorga
- – Laila Samuelsen
- – Tim Schou
- – Jonas Shandel
- – Oliver Som
- – Thomas Stengaard
- – Duncan Townsend
- – Andrew Tyler
- – Tim Uhlenbrock

Insgesamt sind während des Songwriting-Camps 25 Lieder entstanden, die zusammen mit zwei weiteren eingereichten Liedern und den Stücken zwei weiterer Interpreten den Jurys zur Bewertung vorgelegt wurden. Welches Lied in die Vorentscheidung kommen würde, entschied der jeweilige Interpret in Absprache mit dem NDR auf Grundlage der Bewertung durch die beiden Jurys. Bei den bis dato noch unbekannten Interpreten handelte es sich um Künstler, die bereits ein Lied und eine entsprechende Inszenierung für ihre Lieder besitzen (Complete-Acts). Auch diese wurden den Jurys vorgelegt. Letztendlich kam zu den bereits bekannten sechs Teilnehmern noch der Complete Act Sisters hinzu. Alle sieben Acts nahmen an der Vorentscheidung teil.

### Moderation
Am 3. September 2018 gab der NDR bekannt, dass Barbara Schöneberger die Moderation übernehmen werde. Sie moderierte hatte bereits die
Vorentscheidungen 2014, 2015, 2016 und 2017. Mit der Vorstellung der sechs Teilnehmer wurde auch Linda Zervakis als Moderatorin bestätigt.

### Abstimmungsverfahren
Wie schon 2018 gab es auch 2019 wieder drei abstimmungsberechtigte Gruppen, die die Teilnehmer mit dem Punktesystem des Eurovision Song Contests (12, 10, 8 bis 1) bewerteten. Die Punkte variierten allerdings nach Anzahl der Teilnehmer, womit die schlechteste Punktzahl aufgrund von sieben Teilnehmern bei vier Punkten lag. Das Ergebnis des Televotings wurde – wie 2018 – von Jon Ola Sand, dem Executive Supervisor des ESC, bekanntgegeben.

#### Eurovision-Panel
Das Eurovision-Panel (auch: Eurovision-Jury) bestand aus 100 Mitgliedern, die von Simon, Kucher & Partners ausgewählt wurden. Am 13. Juli 2018 hatte der NDR dazu aufgerufen, sich für die Teilnahme am Eurovision-Panel zu bewerben. Ihre Wertung zählte 33 % des Gesamtergebnisses.

#### Internationale Jury
Die Internationale Jury bestand aus 20 Mitgliedern, die ehemals Mitglieder der Jurys bzw. Künstler waren, die am Eurovision Song Contest teilgenommen haben. Auch ihre Wertung zählte 33 % des Gesamtergebnisses.

#### Televoting
Auch die Zuschauer zuhause hatten die Möglichkeit abzustimmen. In einem vorgegebenen Zeitfenster konnten die Zuschauer per Televoting ihren Favoriten wählen. Das Ergebnis der Zuschauer zählte ebenfalls zu 33 % des Gesamtergebnisses.

## Teilnehmer
Am 8. November 2018 präsentierte der NDR die sechs Teilnehmer von Unser Lied für Israel.
Am 8. Januar 2019 wurde neben den Titeln der Lieder sowie deren Komponisten auch noch ein Duo vorgestellt, welches das Teilnehmerfeld auf sieben Teilnehmer ergänzt.
| Platz | Startnr. | Interpret          | Lied Musik (M) und Text (T) | Sprache  | Übersetzung (inoffiziell)                  | Jury    | Jury   | Zuschauer                  | Zuschauer | Eurovision-Panel | Eurovision-Panel | Gesamt |
| Platz | Startnr. | Interpret          | Lied Musik (M) und Text (T) | Sprache  | Übersetzung (inoffiziell)                  | Stimmen | Punkte | Stimmen (Televoting & SMS) | Punkte    | Stimmen          | Punkte           | Gesamt |
| ----- | -------- | ------------------ | --- | -------- | ------------------------------------------ | ------- | ------ | -------------------------- | --------- | ---------------- | ---------------- | ------ |
| 1.    | 7        | S!sters            | Sister M/T: Laurell Barker, Marine Kaltenbacher, Tom Oehler, Thomas Stengaard                                                                                  | Englisch | Schwester                                  | 187     | 12     | 93.413                     | 12        | 640              | 6                | 30     |
| 2.    | 3        | Makeda             | The Day I Loved You Most M/T: Makeda, Tim Uhlenbrock, Kelvin Jones, Kristine Bogan                                                                             | Englisch | Der Tag, an dem ich dich am meisten liebte | 186     | 10     | 39.480                     | 6         | 840              | 10               | 26     |
| 3.    | 5        | Lilly Among Clouds | Surprise M: Elisabeth Brüchner, Udo Rinklin; T: Elisabeth Brüchner                                                                                             | Englisch | Überraschung                               | 158     | 7      | 83.677                     | 10        | 789              | 8                | 25     |
| 4.    | 2        | Aly Ryan           | Wear Your Love M/T: Aly Ryan, Michelle Leonard, Thomas Stengaard, Tamara Olorga                                                                                | Englisch | Deine Liebe tragen                         | 125     | 6      | 39.503                     | 7         | 991              | 12               | 25     |
| 5.    | 6        | Linus Bruhn        | Our City M: Linus Bruhn, Dave Roth, Pat Benzner, Serhat Sakin, Simon Reichardt, Gianna Roth; T: Linus Bruhn, Dave Roth, Pat Benzner, Serhat Sakin, Gianna Roth | Englisch | Unsere Stadt                               | 167     | 8      | 71.490                     | 8         | 782              | 7                | 23     |
| 6.    | 1        | Gregor Hägele      | Let Me Go M/T: Gregor Hägele, Jonas Shandel, David Jürgens, Tamara Olorga                                                                                      | Englisch | Lass mich gehen                            | 100     | 4      | 26.053                     | 5         | 592              | 5                | 14     |
| 7.    | 4        | BB Thomaz          | Demons M/T: BB Thomaz, Andrew Tyler, Ricardo Bettiol, Tim Schou                                                                                                | Englisch | Dämonen                                    | 117     | 5      | 20.697                     | 4         | 566              | 4                | 13     |

### Jury
| Punkte Jury | Punkte Jury | Punkte Jury             | Punkte Jury | Punkte Jury | Punkte Jury | Punkte Jury | Punkte Jury | Punkte Jury | Punkte Jury | Punkte Jury | Punkte Jury | Punkte Jury | Punkte Jury | Punkte Jury | Punkte Jury | Punkte Jury | Punkte Jury | Punkte Jury | Punkte Jury | Punkte Jury | Punkte Jury | Punkte Jury | Punkte Jury | Punkte Jury | Punkte Jury | Punkte Jury | Punkte Jury | Punkte Jury |
| Platz | Startnr.    | Lied                    | NL          | ES          | GB          | IT          | BY          | IS          | CY          | LT          | HU          | GR          | NO          | CZ          | AT          | SL          | SE          | RO          | FR          | FI          | PL          | DE          | Gesamt      |             |             |             |             |             |
| --- | ----------- | ----------------------- | ----------- | ----------- | ----------- | ----------- | ----------- | ----------- | ----------- | ----------- | ----------- | ----------- | ----------- | ----------- | ----------- | ----------- | ----------- | ----------- | ----------- | ----------- | ----------- | ----------- | ----------- | ----------- | ----------- | ----------- | ----------- | ----------- |
| 1. | 7           | Sister                  | 10          | 7           | 10          | 5           | 5           | 8           | 7           | 10          | 12          | 5           | 10          | 12          | 12          | 6           | 10          | 10          | 12          | 12          | 12          | 12          | 187         |             |             |             |             |             |
| 2. | 3           | The Day I Love You Most | 8           | 10          | 12          | 10          | 10          | 12          | 12          | 7           | 6           | 12          | 12          | 10          | 10          | 8           | 7           | 12          | 6           | 7           | 8           | 7           | 186         |             |             |             |             |             |
| 3. | 5           | Surprise                | 6           | 6           | 6           | 12          | 12          | 6           | 8           | 8           | 10          | 4           | 5           | 4           | 7           | 12          | 12          | 7           | 10          | 8           | 7           | 8           | 158         |             |             |             |             |             |
| 4. | 2           | Wear Your Love          | 7           | 8           | 8           | 6           | 7           | 4           | 5           | 4           | 5           | 7           | 8           | 6           | 8           | 5           | 8           | 4           | 4           | 10          | 5           | 6           | 125         |             |             |             |             |             |
| 5. | 6           | Our City                | 12          | 12          | 7           | 8           | 8           | 10          | 10          | 12          | 8           | 8           | 7           | 8           | 5           | 7           | 5           | 6           | 8           | 6           | 10          | 10          | 167         |             |             |             |             |             |
| 6. | 1           | Let Me Go               | 4           | 4           | 4           | 7           | 4           | 7           | 6           | 5           | 4           | 6           | 6           | 7           | 4           | 4           | 6           | 5           | 5           | 4           | 4           | 4           | 100         |             |             |             |             |             |
| 7. | 4           | Demons                  | 5           | 5           | 5           | 4           | 6           | 5           | 4           | 6           | 7           | 10          | 4           | 5           | 6           | 10          | 4           | 8           | 7           | 5           | 6           | 5           | 117         |             |             |             |             |             |
| Jury |             |                         |             |             |             |             |             |             |             |             |             |             |             |             |             |             |             |             |             |             |             |             |             |             |             |             |             |             |
| - – Florent Luyckx - – Ruth Lorenzo Pascual - – Mark de Lisser - – Nicolò Cerioni - – Ludmila Kuts - – Einar Bardarson - – Argyro Christodoulidou - – Deivydas Zvonkus - – Adrienn Zsédenyi - – Jick Nakassian - – Margaret Berger - – Janis Sidovský - – Sasha Saedi - – Tinkara Kovač - – Filip Adamo - – Anca Lupes - – Bruno Berberes - – Aija Puurtinen - – Grzegorz Urban - – Johannes Strate |             |                         |             |             |             |             |             |             |             |             |             |             |             |             |             |             |             |             |             |             |             |             |             |             |             |             |             |             |

## Quoten
Unser Lied für Israel war mit 2,99 Millionen Zuschauern etwas schlechter als Unser Lied für Lissabon. Der Marktanteil war wie im Vorjahr einstellig. Bei den 14- bis 49-Jährigen stieg der Marktanteil von 10,6 % auf 10,9 %.
| Sendung               | Zuschauer | Zuschauer       | Marktanteil | Marktanteil     |
| Sendung               | Gesamt    | 14 bis 49 Jahre | Gesamt      | 14 bis 49 Jahre |
| --------------------- | --------- | --------------- | ----------- | --------------- |
| Unser Lied für Israel | 2,99 Mio. | 0,95 Mio.       | 9,6 %       | 10,9 %          |